# Закарпатська обласна клінічна лікарня ім. Андрія Новака

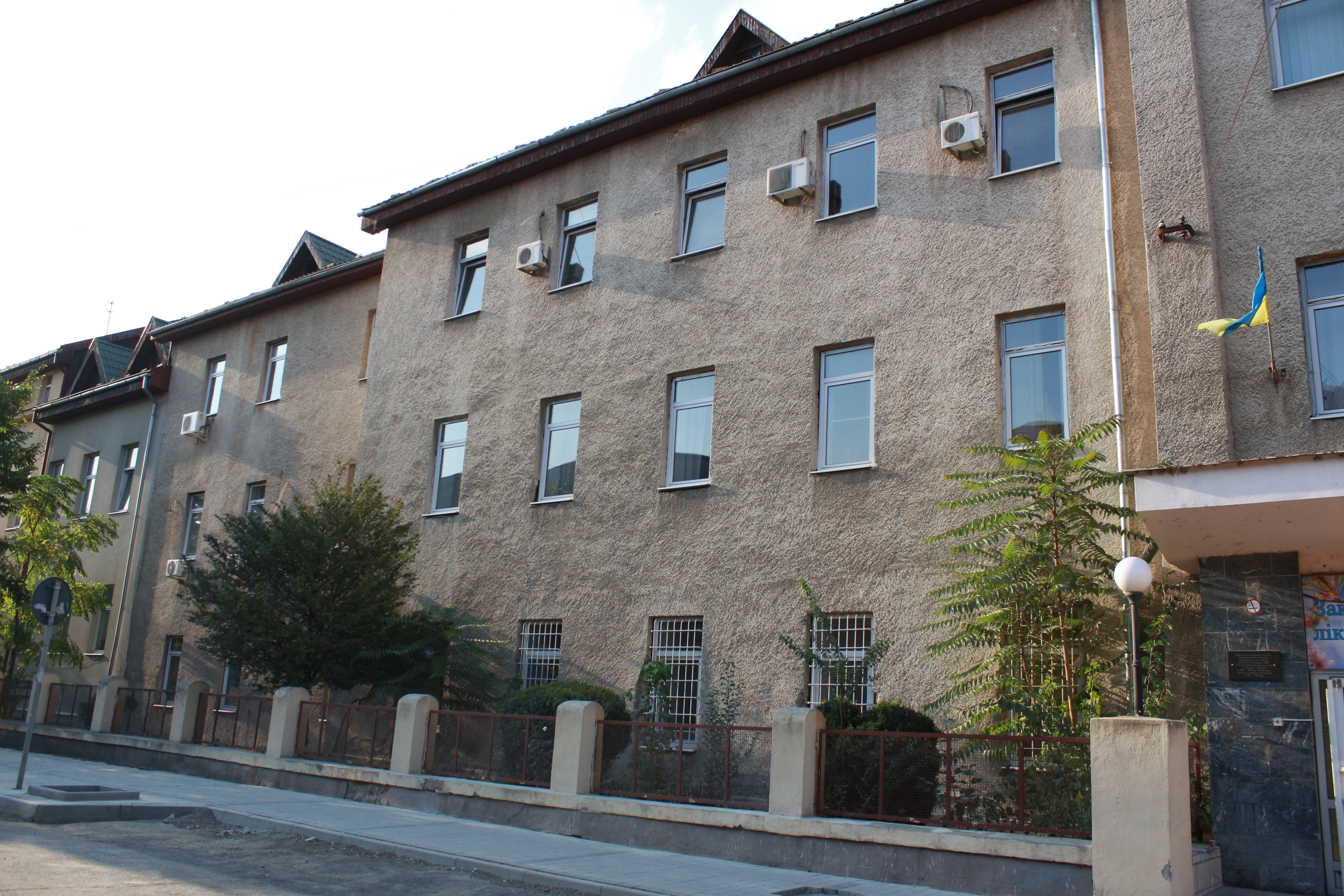
Одна з будівель лікарні

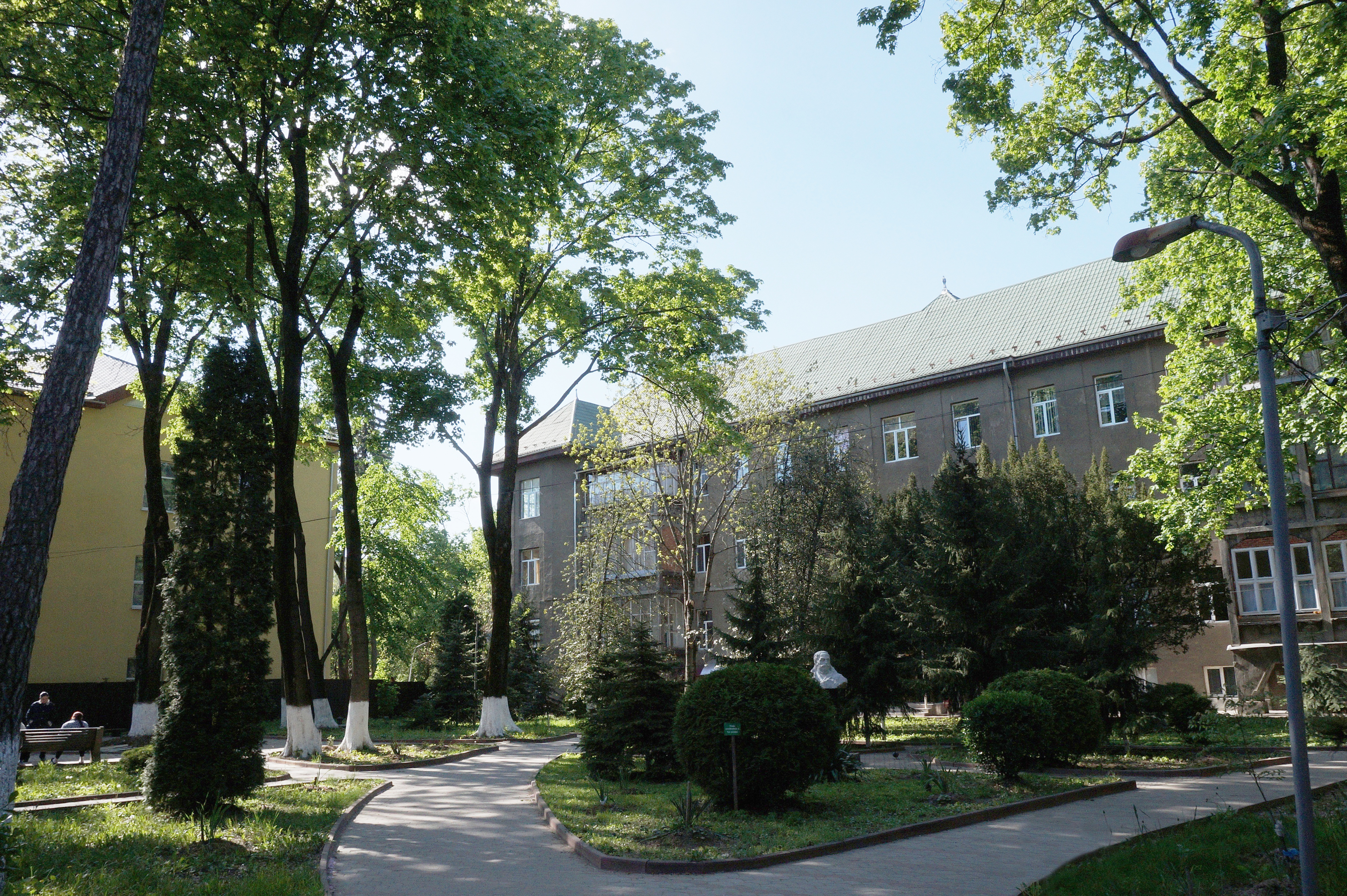
Сквер на території лікарні

Закарпатська обласна клінічна лікарня ім. Андрія Новака — заклад охорони здоров'я розташований за адресою м. Ужгород,
вул. Перемоги, 22.

## Історія
Ужгородська лікарня вперше згадується в одній із грамот за 1451 рік. Під назвою ispotály відзначається вона в міських протоколах у 1620-му, 1627-му, 1686-му роках. Уже в XVII ст. графом Іоанном Другетом була заснована невелика богадільня неподалік від католицького костелу, по вул. Казінці, 6 (можливо, там, де тепер торговий дім «Серж і Марі». У своїй «Історії Ужгорода» Карл Мейсарош пише, що на земельній ділянці Дюлаїв Другетами була заснована невелика міська лікарня, яка, на жаль, у 1747 році згоріла. Тільки наприкінці XVIII ст. вона була заново відбудована, на 5 ліжок. Але вже в 40-х роках XIX ст. ця лікарня не існувала. У 1845 році радою було організовано кілька благодійних заходів для відновлення лікарні. За кошти від пожертвувань був придбаний будинок на колишній Млинарській вулиці (згодом вул. Еде Самовольського, нині — вул. Ференца Ракоці), в якому була влаштована невелика лікарня. В 1854 році австрійський імператор Франц Йосиф І подарував для влаштування нової лікарні маєток Франца Баної на площі Орлиній (нині площа Шандора Петефі), будівлі під номером 724–725. Ужгородська міська рада в 1855 році продала з аукціону будівлю лікарні на Млинарській вулиці, а одержані від продажу гроші були внесені у фонд лікарні. Сума становила 1000 флоренів. Нова лікарня була розрахована на 30 ліжко-місць. Ця лікарня була вже громадською, де лікувалися хворі не лише з Ужгорода. Лікування здійснювалося за рахунок державної скарбниці. У 1863 році фонд лікарні вже становив 14 тисяч флоренів. Однак і ця будівля лікарні на площі Орлиній була продана (за 3000 флоренів). У 1866 році місто за 7000 флоренів закупило два будинки на вул. Капушанській, де були військові казарми. Незабаром ці будівлі облаштували для нової міської лікарні.
У 1869 році тодішній головний лікар цього медичного закладу др. Яків Прайс звернувся до міської ради з пропозицією розширення лікарні та перетворення її на публічну. Права міської публічної лікарні в 1871 році були підтверджені міністерством внутрішніх справ Угорщини.
У 1872 році Ужгород спіткала епідемія холери. Для боротьби з нею окружний начальник із Собранців Ужгородського комітату Вікентій Нейметі запросив з Будапешта до нашого міста молодого лікаря-епідеміолога Ендре Новака (який сам мав хворі легені — можливо, хворів на туберкульоз, та наш ужгородський клімат сприяв його одужанню, бо лікар прожив 87 років).
Невдовзі головний лікар Ужгородської лікарні Яків Прайс передав керівництво закладом 25-річному Ендре Новаку — молодий лікар виявився не лише добрим фахівцем, а й здібним організатором лікарської справи у місті.
У 1872 році Ендре з відзнакою закінчив медичний факультет Будапештського університету, отримав диплом хірурга, офтальмолога й акушера-гінеколога. Направлення в Ужгород для боротьби з епідемією холери стало для нього першим серйозним випробуванням.
Під керівництвом Андрія Новака Ужгородська лікарня вже в 1882 році могла прийняти 200 хворих. Для догляду за хворими з 1879 року до лікарні були призначені інокині-монашки Ордену сестер милосердя ім. Св. Вікентія, з якими був укладений договір.
Того ж 1882 року Ендре Новак ухвалив рішення про будівництво більшої лікарні. З цією метою він звертався не тільки до міської ради, а й до керівництва міністерства в Будапешті. Завдяки його наполегливості через чотири роки Ужгород уже мав лікарню на 200 ліжко-місць. 14 червня 1886 року нове приміщення лікарні освятили священники римо-католицької, греко-католицької та реформатської конфесій.
У 1890 році при Ужгородській лікарні була заснована акушерська школа. Для неї, за сприяння місцевої влади, було зведено поблизу двоповерхову будівлю, де розташували також пологове відділення (нині корпус нейрохірургії обласної клінічної лікарні).
У 1908 році під керівництвом Ендре Новака була розроблена програма будівництва великої лікарні з кількома корпусами-павільйонами. Так у 1911 році був зведений невеликий епідеміологічний павільйон. Вартість будівельних робіт становила 35 тисяч корун. Згодом, у 1912–1913 роках на території лікарні виріс новий триповерховий хірургічний павільйон. На будівництво цього важливого об'єкта було використано понад 300 тисяч корун. Свій внесок у розмірі 100 тисяч корун зробив і Ужанський комітат.
На 1916 рік Ужгородська лікарня мала вже три павільйони-корпуси — В, С, і D, які є головними корпусами сучасної обласної клінічної лікарні. Уже в 1917 році заклад міг забезпечити лікування 704 пацієнтів. У період першої світової війни тут лікували і військових, для яких було виділено 450 ліжко-місць.
Рішенням за № 639 від 25 липня 2008 року, і закріпленим Постановою-Розпорядженням Кабінету Міністрів України за № 878/р. від 1 січня 2009 року Закарпатська обласна клінічна лікарня носить ім'я Андрія Новака. У 2003 році з ініціативи і на кошти колективу лікарні у скверику установи встановлено бюст Андрія Новака роботи скульптора Михайла Михайлюка.

## Сучасний стан
На сьогоднішній день в лікарні працює тисяча осіб, з них 180 лікарів та 450 медсестер.
Лікарня ім. А. Новака має такі основні функції структурних підрозділів:
- Надання вузькоспеціалізованої консультативної допомоги в розрізі 37 спеціальностей.
- Обстеження в умовах діагностичного центру з використанням комп'ютерної рентгенівської апаратури, ангіографії, мамографії, ультразвукового обстеження (доплерографія, ультразвукове сканування), ендоскопічної техніки (езофагогастродуоденоскопія, бронхоскопія, ректороманоскопія, колоноскопія, лапароскопія), функціональних методів діагностики (електрокардіографія з комп'ютерною обробкою, ехокардіографія, велоергометрія, ехоенцефалографія, спірографія, інтракраніальна доплерографія, реовазографія, іридодіагностика).
- Надання вузькоспеціалізованої висококваліфікованої стаціонарної допомоги.
- Надання хірургічної допомоги, включаючи такі складні операції, як складні пластичні операції; операції на головному мозку при травмах, пухлинах, судинних ураженнях, вроджених вадах розвитку; на спинному мозку при патології хребта; спеціалізована допомога на базі офтальмологічного центру, включаючи складні операції з імплантацією штучного кришталика та корегуючі операції при погіршенні зору; працює лабораторія контактної корекції зору; хірургічне лікування різноманітної ендокринної патології, реконструктивні операції на стравоході, шлунку, біліарній системі, підшлунковій залозі, товстій і прямій кишці; успішно проводяться ендоскопічні втручання; реконструктивні операції на артеріях та венах; мікрохірургічні втручання та різноманітні корегуючі операції з використанням сучасних технологій.
- Надання медичної допомоги нефрологічного профілю, включаючи детоксикацію та програмний гемодіаліз (штучна нирка).
- Співпраця з центральними районними лікарнями, районними спеціалістами, в тому числі надання організаційно-методичної допомоги лікувально-профілактичних закладів районів.
- Вивчення, узагальнення та впровадження в практику досвіду роботи лікувально-профілактичних закладів України, впровадження досягнень науки в практику, використання нових та вдосконалених медичних технологій, досягнень сучасної діагностики та лікувальних методик.
- Кожне з відділень служить навчальною базою для студентів медичного факультету, Ужгородського Національного університету оскільки обласна клінічна лікарня є основною базою для підготовки студентів медичного факультету УжНУ, лікарів-інтернів, перепідготовки середніх медпрацівників та лікарів медичних закладів Закарпаття.